# Gaupmannsgraben
Gaupmannsgraben ist eine Ortschaft und eine Katastralgemeinde der Gemeinde Ramsau im Bezirk Lilienfeld in Niederösterreich.

## Ortsgliederung
Die Ortschaft gliedert sich in die Rotte Adamstal, den Weiler Annental, die Einzellagen Fußbeck, Gölsner, Luger und Steinlug, die Heime Jugendheim und Urlaubsheim sowie in ein großes Sägewerk.

## Siedlungsentwicklung
Zum Jahreswechsel 1979/1980 befanden sich in der Katastralgemeinde Gaupmannsgraben insgesamt 50 Bauflächen mit 26.019 m² und 34 Gärten auf 56.727 m², 1989/1990 gab es 52 Bauflächen. 1999/2000 war die Zahl der Bauflächen auf 116 angewachsen und 2009/2010 bestanden 61 Gebäude auf 99 Bauflächen.

## Geschichte
Laut Adressbuch von Österreich waren im Jahr 1938 in Gaupmannsgraben ein Gastwirt, ein Sägewerk und einige Landwirte ansässig.

## Bodennutzung
Die Katastralgemeinde ist landwirtschaftlich geprägt. 94 Hektar wurden zum Jahreswechsel 1979/1980 landwirtschaftlich genutzt und 747 Hektar waren forstwirtschaftlich geführte Waldflächen. 1999/2000 wurde auf 56 Hektar Landwirtschaft betrieben und 749 Hektar waren als forstwirtschaftlich genutzte Flächen ausgewiesen. Ende 2018 waren 52 Hektar als landwirtschaftliche Flächen genutzt und Forstwirtschaft wurde auf 728 Hektar betrieben. Die durchschnittliche Bodenklimazahl von Gaupmannsgraben beträgt 25,9 (Stand 2010).

## Persönlichkeiten
- Franz Wittmann senior (* 1950), Rallyefahrer, betreibt im Ort ein Sägewerk und einen Golfplatz